# Sclerolobium bracteosum
Sclerolobium bracteosum är en ärtväxtart som beskrevs av Hermann August Theodor Harms. Sclerolobium bracteosum ingår i släktet Sclerolobium och familjen ärtväxter. Inga underarter finns listade i Catalogue of Life.